# Palais Bulles
Das Palais Bulles (englisch Bubble Palace ‚Blasenpalast‘), auch bekannt als Maison Bernard ist ein großes Haus in Théoule-sur-Mer, in der Nähe von Cannes in Frankreich, das von dem ungarischen Architekten Antti Lovag entworfen wurde. Es wurde für den französischen Industriellen Pierre Bernard gebaut und später von dem Modedesigner Pierre Cardin als Ferienhaus gekauft.

## Hintergrund
Der in Ungarn geborene Architekt Antti Lovag gründete mit dem Fabrikbesitzer Pierre Bernard ein Forschungszentrum, in dem sie das Konzept „Leben im Mutterleib“ in den Mittelpunkt ihrer Bauten stellten. Lovag mochte keine geraden Linien, da sie seiner Meinung nach der Natur widersprachen, daher basierte sein Entwurf auf einer eher spontan wirkenden spielerisch, fröhlichen Form voller Überraschungen. Im  Jahr 1975 begann Lovag auf einem 8.500 m² großen Hanggrundstück oberhalb von Théoule-sur-Mer mit der Realisierung seiner architektonischen Anordnung von blasenförmigen Gebäuden in unterschiedlicher Größe. Die Bauarbeiten erstreckten sich über einen Zeitraum von vierzehn Jahren. Als der Bauherr Bernard im Jahr 1991 einen Herzinfarkt erlitten hatte und starb, wandte sich dessen Familie an den Modedesigner Cardin, der das Palais erwarb. Gemeinsam mit dem Architekten  vollendete er die Pläne, wobei Cardin die ursprüngliche Vision erweiterte. Als es fertig war, verfügte es über 28 Zimmer und mehrere ausgedehnte Wohnbereiche. Lovag stattete die Kugeln aus dem rötlichen Ton des nahen Esterelgebirges mit unterschiedlichen Fenstern, Bögen und Öffnungen aus und bezog auch die Gartenanlage, die Terrassen und Wasserbecken in die organisch wirkende Komposition mit ein. Neben dem Haus ließ Cardin ein Amphitheater errichten, beeinflusste das Design der Innenräume und entwarf einige der Inneneinrichtungen.
In den Jahren 2011 bis 2016 wurde von der französischen Architektin Odile Decq eine Renovierung durchgeführt.
Im März 2017 wurde es mit einem Angebotspreis von 350 Millionen € (305 Millionen £, 420 Millionen $) zum Verkauf angeboten, fand aber keinen Käufer. Die Zimmer der Anlage konnten im Jahr 2015 für 730 £ (1.125 $) pro Person und Nacht oder die gesamte Wohnung kann für 8.759 £ (13.499 $) pro Tag gemietet werden.
Nach dem Tod von Pierre Cardin im Dezember 2020 wurde vorgeschlagen, das Gebäude in einen öffentlichen Veranstaltungsort für Kunstausstellungen umzuwandeln.

## Ausstattung
Innerhalb des Gebäudes gibt es
- einen Empfangsraum, der Platz für rund 350 Personen bietet;
- eine Panoramalounge;
- 10 Suiten oder Schlafzimmer;
- 11 Badezimmer:

Außerhalb befinden sich:
- Swimmingpools und Wasserfälle;
- Teiche und ein Garten;

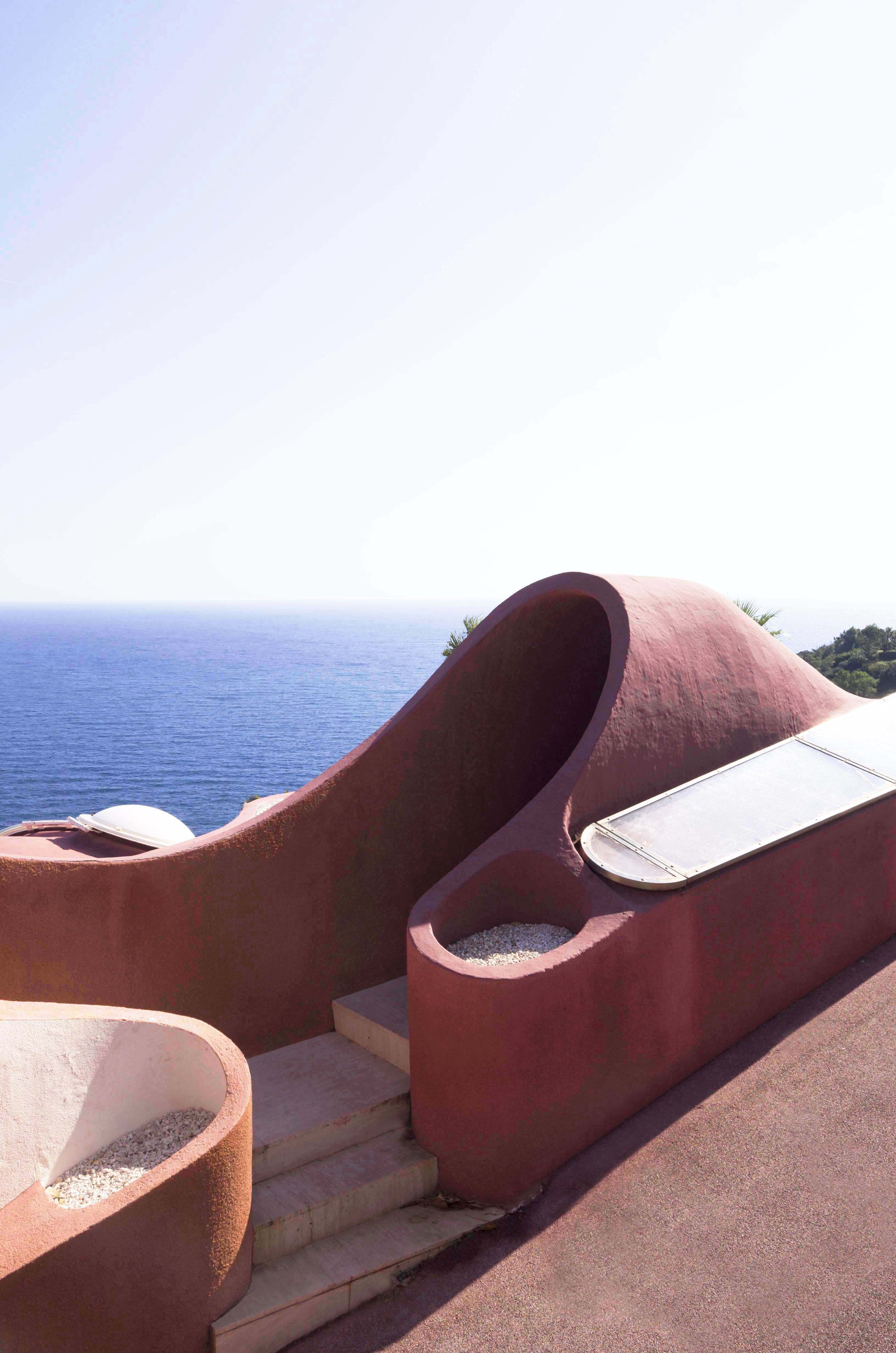
Detailaufnahme

- Ein Open-Air-Amphitheater mit 500 Sitzplätzen.

Die Suiten wurden von unterschiedlichen Künstlern dekoriert.

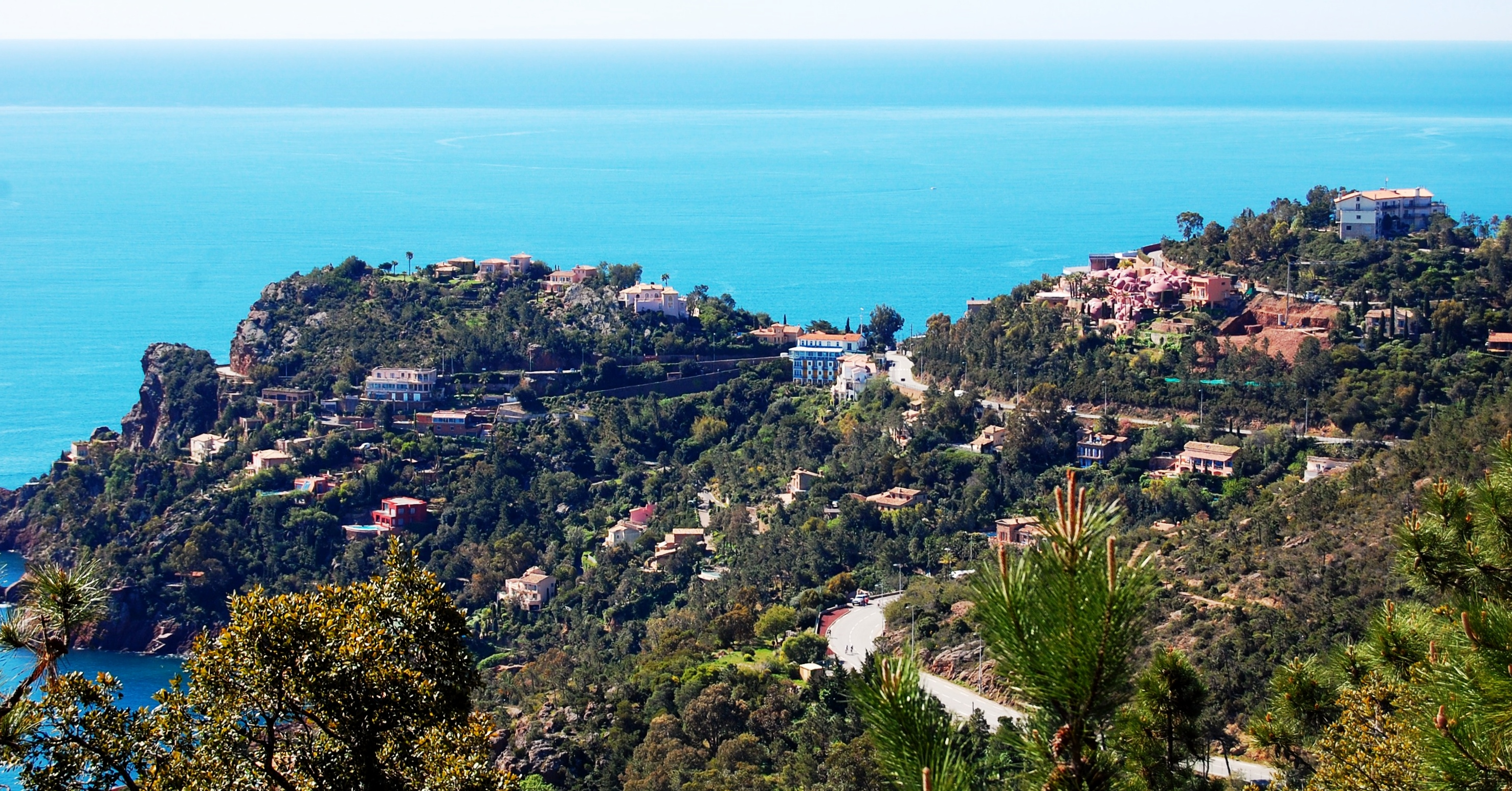
Die Pointe de l’Esquillon mit dem Palais Bulles
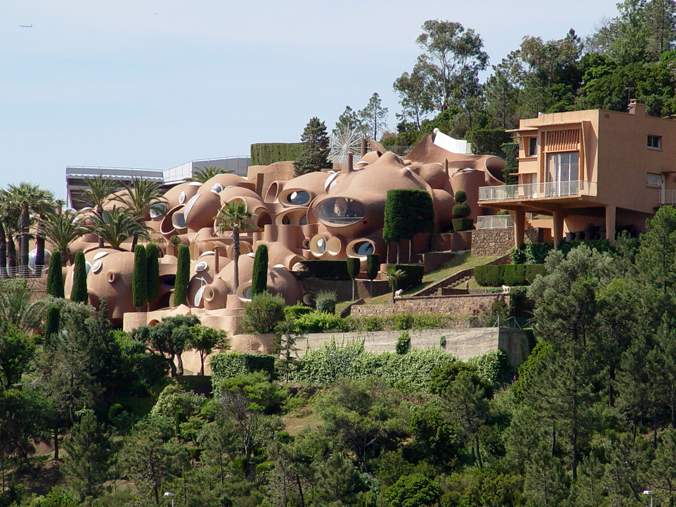
Palais Bulles
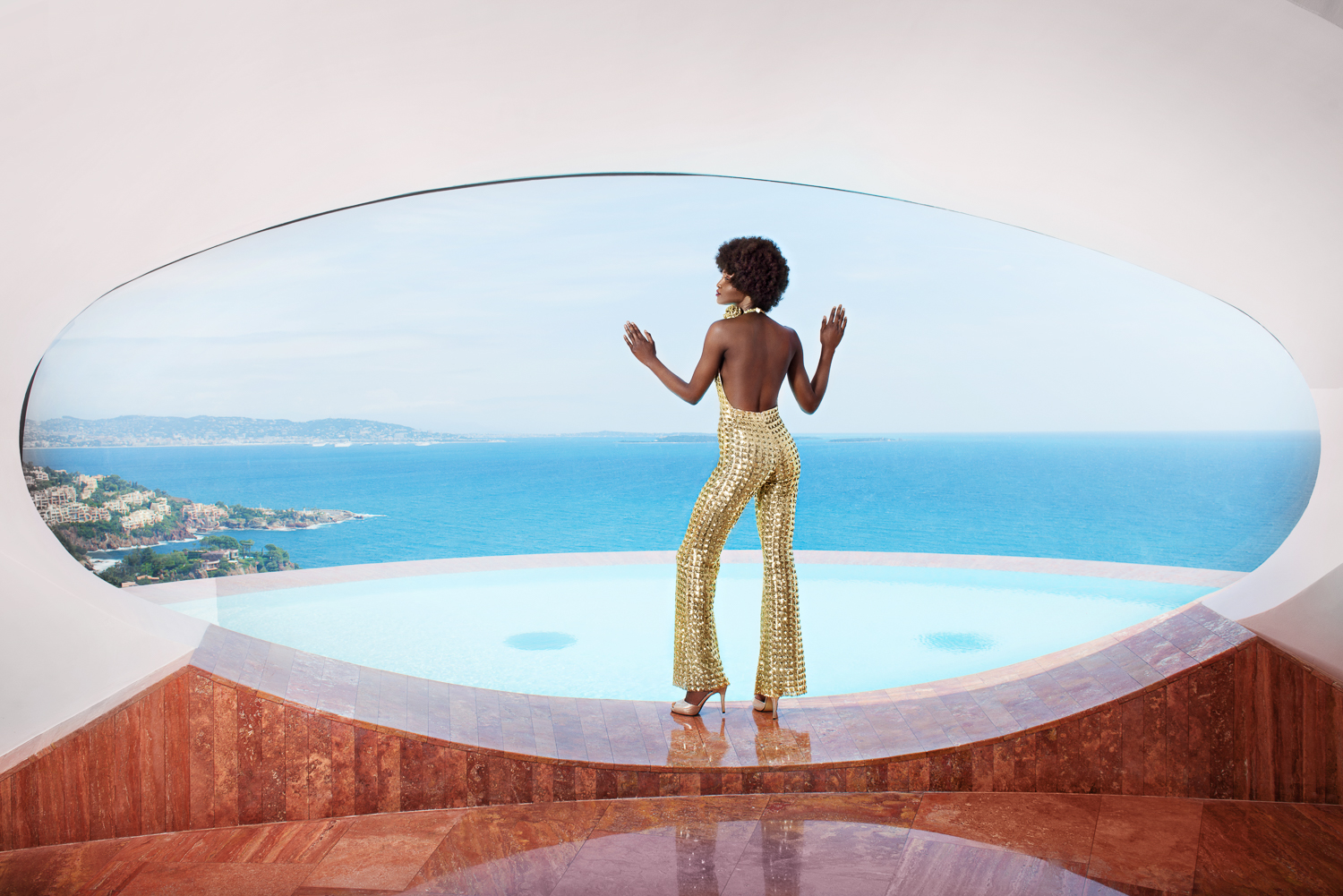
Fenster mit Blick auf die Bucht von Cannes